# General Dynamics
General Dynamics es un conglomerado de empresas estadounidenses del sector aeroespacial y militar, fruto de la fusión de numerosas compañías. En 2012 se situó como el quinto mayor contratista de defensa del mundo por ingresos.
La compañía ha realizado numerosos cambios en su estructura desde el fin de la Guerra Fría. Cuenta con cuatro áreas de negocio principales: sistemas navales; sistemas de combate; sistemas de información y tecnología; aeroespacial. La empresa, gracias a su antigua División de Fort Worth, «fue uno de los mayores productores de aviones de combate del mundo occidental»; por ejemplo fabricando el avión F-16 hasta 1993, cuando la producción fue traspasada a Lockheed. Tras un lustro apartada, la compañía volvió a entrar en este segmento de negocio con la compra de Gulfstream Aerospace.
A lo largo de su historia, entre otros equipamientos fabrica o ha fabricado, además de los F-16, los aviones F-111 Aardvark, el misil BGM-109 Tomahawk, el carro de combate M1 Abrams, los misiles balísticos Atlas o los destructores de Clase Arleigh Burke.
Su división de sistemas de información, General Dynamics IT realiza labores de ciberseguridad y de protección de datos de alto nivel, además de estudios estadísticos cuantitativos y cualitativos.